# Liste der Grade-I-Bauwerke in Essex
| Lage von Essex in England |
| Gliederung von Essex |
| 1. Uttlesford 2. Braintree 3. Colchester 4. Tendring 5. Harlow 6. Epping Forest 7. Chelmsford 8. Maldon 9. Brentwood 10. Basildon 11. Rochford 12. Castle Point 13. Southend-on-Sea (Unitary Authority) 14. Thurrock (Unitary Authority) |

Diese Liste der Grade-I-Bauwerke in Essex nennt die Grade-I-Listed Buildings in Essex nach Bezirken geordnet.
Von den rund 373.000 Listed Buildings in England sind rund 9000, also etwa 2,4 %, als Grade I eingestuft. Davon befinden sich etwa 284 in Essex.

## Basildon
1. Church of St Mary Magdalene, Great Burstead and South Green, Basildon, CM11
2. Church of St Nicholas, Basildon, SS15

## Braintree
1. 1–5, High Street, Kelvedon, Braintree, CO5
2. Abbey Mill, Coggeshall, Braintree, CO6
3. Barn Approximately 45 Metres East of Great Lodge, Great Bardfield, Braintree, CM7
4. Barn Approximately 50 Metres South West of Paul’s Hall, Belchamp St. Paul, Braintree, CO10
5. Baythorne Hall, Birdbrook, Braintree, CO9
6. Church of All Saints, Middleton, Braintree, CO10
7. Church of All Saints, Rayne, Braintree, CM77
8. Church of St Andrew, Belchamp St. Paul, Braintree, CO10
9. Church of St Catherine, Gosfield, Braintree, CO9
10. Church of St Ethelbert and All Saints, Belchamp Otten, Braintree, CO10
11. Church of St Ethelreda, White Notley, Braintree, CM8
12. Church of St Giles, Great Maplestead, Braintree, CO9
13. Church of St Gregory and St George, Pentlow, Braintree, CO10
14. Church of St Mary and All Saints, Rivenhall, Braintree, CM8
15. Church of St Mary the Virgin, Gestingthorpe, Braintree, CO9
16. Church of St Mary the Virgin, Braintree, CM7
17. Church of St Nicholas, Castle Hedingham, Braintree, CO9
18. Church of St Nicholas, Coggeshall Abbey, Coggeshall, Braintree, CO6
19. Church of St Nicolas, Witham, Braintree, CM8
20. Church of St Peter and St Paul, Bardfield Saling, Braintree, CM7
21. Coggeshall Abbey (Residence), Coggeshall, Braintree, CO6
22. Faulkbourne Hall, Faulkbourne, Braintree, CM8
23. Gosfield Hall, Gosfield, Braintree, CO9
24. Guest House of Coggeshall Abbey, Coggeshall, Braintree, CO6
25. Hedingham Castle, Castle Hedingham, Braintree, CO9
26. Moyns Park, Steeple Bumpstead, Braintree, CO9
27. Panfield Hall, Panfield, Braintree, CM7
28. Parish Church (Dedication Unknown), Borley, Braintree, CO10
29. Parish Church (Dedication Unknown), Liston, Braintree, CO10
30. Parish Church of All Saints, Cressing, Braintree, CM77
31. Parish Church of All Saints, Feering, Braintree, CO5
32. Parish Church of All Saints, Stisted, Braintree, CM77
33. Parish Church of St Andrew, Bulmer, Braintree, CO10
34. Parish Church of St Andrew, Colne Engaine, Braintree, CO6
35. Parish Church of St Andrew, Earls Colne, Braintree, CO6
36. Parish Church of St Andrew, Great Yeldham, Braintree, CO9
37. Parish Church of St Andrew, Halstead, Braintree, CO9
38. Parish Church of St Andrew, Shalford, Braintree, CM7
39. Parish Church of St Augustine of Canterbury, Ashen, Braintree, CO10
40. Parish Church of St Barnabas, Alphamstone, Braintree, CO8
41. Parish Church of St Germanus, Faulkbourne, Braintree, CM8
42. Parish Church of St John the Baptist, Finchingfield, Braintree, CM7
43. Parish Church of St John the Baptist, Pebmarsh, Braintree, CO9
44. Parish Church of St Lawrence, Ridgewell, Braintree, CO9
45. Parish Church of St Maragret, Tilbury Juxta Clare, Braintree, CO9
46. Parish Church of St Margaret of Antioch, Toppesfield, Braintree, CO9
47. Parish Church of St Mary, Kelvedon, Braintree, CO5
48. Parish Church of St Mary Magdalene, Wethersfield, Braintree, CM7
49. Parish Church of St Mary the Virgin, Belchamp Walter, Braintree, CO10
50. Parish Church of St Mary the Virgin, Fairstead, Braintree, CM3
51. Parish Church of St Mary the Virgin, Great Bardfield, Braintree, CM7
52. Parish Church of St Mary the Virgin, Steeple Bumpstead, Braintree, CB9
53. Parish Church of St Mary the Virgin, Sturmer, Braintree, CB9
54. Parish Church of St Peter Ad Vincula, Coggeshall, Braintree, CO6
55. Parish Church of St Peter and St Thomas, Stambourne, Braintree, CO9
56. Parish Church of the Holy Innocents, Lamarsh, Braintree, CO8
57. Parish Church of the Holy Trinity, Bradwell, Braintree, CM77
58. Paycocke’s, Coggeshall, Braintree, CO6
59. Ringers Farmhouse, Terling, Braintree, CM3
60. Spains Hall, Finchingfield, Braintree, CM7
61. Stanton’s Farmhouse, Black Notley, Braintree, CM77
62. The Abbot’s Lodging and Corridor of Coggeshall Abbey, Coggeshall, Braintree, CO6
63. The Barley Barn, 40 Metres North West of Cressing Temple Farmhouse, Cressing, Braintree, CM77
64. The Grange Barn, Coggeshall, Braintree, CO6
65. The Guildhall, Finchingfield, Braintree, CM7
66. The Wheat Barn, 35 Metres North East of Cressing Temple Farmhouse, Cressing, Braintree, CM77
67. Windmill, Braintree, CM7

## Brentwood
1. Church of All Saints, Doddinghurst, Brentwood, CM15
2. Church of St Edmund and St Mary, Ingatestone and Fryerning, Brentwood, CM4
3. Church of St Giles, Mountnessing, Brentwood, CM13
4. Church of St Laurence, Blackmore, Hook End and Wyatts Green, Brentwood, CM4
5. Church of St Mary the Virgin, Ingatestone and Fryerning, Brentwood, CM4
6. Church of St Mary the Virgin, Brentwood, CM13
7. Church of St Peter, West Horndon, Brentwood, CM13
8. Church of St Peter and St Paul, Stondon Massey, Brentwood, CM15
9. Church of St Thomas the Apostle, Navestock, Brentwood, RM4
10. Ingatestone Hall, Ingatestone and Fryerning, Brentwood, CM4
11. Kelvedon Hall, Kelvedon Hatch, Brentwood, CM14
12. Thorndon Hall, Herongate and Ingrave, Brentwood, CM13

## Castle Point
1. Church of St James the Less, Castle Point, SS7
2. Church of St Mary the Virgin, Castle Point, SS7
3. Hadleigh Castle, Castle Point, SS7

## Chelmsford
1. Aubyns, Writtle, Chelmsford, CM1
2. Barn on Roadside at Falconers Hall Known As the Top Barn barn on Roadside at Faulkner’s Hall Known, Good Easter, Chelmsford, CM1
3. Black Chapel, Great Waltham, Chelmsford, CM6
4. Boreham House, Boreham, Chelmsford, CM3
5. Cathedral Church of St Mary the Virgin, Chelmsford, CM1
6. Church of All Saints, Rettendon, Chelmsford, CM3
7. Church of All Saints, Stock, Chelmsford, CM4
8. Church of Ss Mary and Laurence, Great Waltham, Chelmsford, CM3
9. Church of St Andrew, Boreham, Chelmsford, CM3
10. Church of St John the Baptist, Danbury, Chelmsford, CM3
11. Church of St Mary, Great Baddow, Chelmsford, CM2
12. Church of St Mary, Runwell, Chelmsford, SS11
13. Church of St Mary, Woodham Ferrers and Bicknacre, Chelmsford, CM3
14. Church of St Mary the Virgin, Great and Little Leighs, Chelmsford, CM3
15. Church of St Mary the Virgin, Little Baddow, Chelmsford, CM3
16. Langleys, Great Waltham, Chelmsford, CM3
17. Leez Priory, Great and Little Leighs, Chelmsford, CM3
18. Leez Priory Inner Gate House (That Part in Dunmow Road), Great and Little Leighs, Chelmsford, CM3
19. Leez Priory, Part of Quadrangle, Now a House (That Part in Dunmow Road), Great and Little Leighs, Chelmsford, CM3
20. New Hall, Boreham, Chelmsford, CM3
21. Pleshey Castle Bridge, Pleshey, Chelmsford, CM3

## Colchester
1. Bourne Mill, Colchester, CO2
2. Church of All Saints, Fordham, Colchester, CO6
3. Church of All Saints, Great Horkesley, Colchester, CO6
4. Church of St Andrew, Fingringhoe, Colchester, CO5
5. Church of St Andrew, Marks Tey, Colchester, CO6
6. Church of St Andrew, Wormingford, Colchester, CO6
7. Church of St Barnabas, Chappel, Colchester, CO6
8. Church of St Barnabas, Great Tey, Colchester, CO6
9. Church of St James, Marks Tey, Colchester, CO6
10. Church of St John the Baptist, Layer-de-la-Haye, Colchester, CO2
11. Church of St John the Baptist, Mount Bures, Colchester, CO8
12. Church of St Mary, Copford, Colchester, CO5
13. Church of St Mary, Langham, Colchester, CO4
14. Church of St Mary, West Bergholt, Colchester, CO6
15. Church of St Mary the Virgin, Layer Marney, Colchester, CO5
16. Church of St Mary the Virgin, Peldon, Colchester, CO5
17. Church of St Michael and All Angels, Copford, Colchester, CO6
18. Church of St Peter, Boxted, Colchester, CO4
19. Church of St Peter and St Paul, West Mersea, Colchester, CO5
20. Colchester Town Hall, Colchester, CO1
21. Crepping Hall, Wakes Colne, Colchester, CO6
22. East Hill House, Colchester, CO1
23. East Lodge gate House, Colchester, CO1
24. Former Church of Holy Trinity, Colchester, CO1
25. Holly Trees (Museum), Colchester, CO1
26. Layer Marney Tower, Layer Marney, Colchester, CO5
27. Old Garrison House, Wivenhoe, Colchester, CO7
28. Old Grammar School well House, Dedham, Colchester, CO7
29. Parish Church of All Saints (Inworth), Messing-cum-Inworth, Colchester, CO5
30. Parish Church of St Edmund King and Martyr, East Mersea, Colchester, CO5
31. Parish Church of St Mary, Dedham, Colchester, CO7
32. Red Lion Hotel, Colchester, CO1
33. Ruins of Priory Church of St Botolph, Colchester, CO2
34. Shermans, Dedham, Colchester, CO7
35. Songers, Boxted, Colchester, CO4
36. Southfields the Flemish Cottages, Dedham, Colchester, CO7
37. St John’s Abbey Gatehouse, Colchester, CO2
38. The Balkerne Gate, Colchester, CO3
39. The Castle Keep (Including Excavated Remains of Forebuilding in Moat), Colchester, CO1
40. The Roman Town Wall, Colchester, CO1
41. Winnock’s Almshouses, Colchester, CO1

## Epping Forest
1. Barn North East of Rookwood Hall and South East of Item 2/4, Abbess Beauchamp and Berners Roding, Epping Forest, CM5
2. Church of All Saints, Nazeing, Epping Forest, EN9
3. Church of All Saints, Theydon Garnon, Epping Forest, CM16
4. Church of St Andrew, Ongar, Epping Forest, CM5
5. Church of St Martin, Ongar, Epping Forest, CM5
6. Church of St Mary the Virgin, High Ongar, Epping Forest, CM5
7. Church of St Michael the Archangel, Theydon Mount, Epping Forest, CM16
8. Church of St Peter, Roydon, Epping Forest, CM19
9. Church of the Holy Cross and St Lawrence Ruins to East of Church of Holy Cross and St Lawrence, Waltham Abbey, Epping Forest, EN9
10. Fyfield Hall, Fyfield, Epping Forest, CM5
11. Hill Hall and Attached Service Wings to North and West, Theydon Mount, Epping Forest, CM16
12. Lampetts, Fyfield, Epping Forest, CM5
13. Ministry of Defence Building L157 (Group C Incorporating Mills), Waltham Abbey, Epping Forest, EN9
14. Netherhall, Roydon, Epping Forest, CM19
15. Parish Church of St Mary the Virgin, Sheering, Epping Forest, CM22

## Harlow
1. Chapel South West of Harlowbury in Grounds, Harlow, CM17
2. Church of St Andrew, Harlow, CM18
3. Church of St Mary the Virgin, Harlow, CM19
4. Church of St Mary the Virgin, Harlow, CM20
5. Harlowbury, Harlow, CM17

## Maldon
1. Beeleigh Abbey and Attached Wall, Maldon, Maldon, CM9
2. Chapel of St Peter on the Wall, Bradwell-on-Sea, Maldon, CM0
3. Church of All Saints, Little Totham, Maldon, CM9
4. Church of All Saints, Maldon, Maldon, CM9
5. Church of St Andrew, Heybridge, Maldon, CM9
6. Church of St Mary, Maldon, Maldon, CM9
7. Church of St Nicholas, Little Braxted, Maldon, CM8
8. Church of St Nicholas, Tolleshunt D’arcy, Maldon, CM9
9. Church of St Nicholas, Tolleshunt Major, Maldon, CM9
10. Church of St Peter, Goldhanger, Maldon, CM9
11. Moot Hall, Maldon, Maldon, CM9
12. Parish Church of All Saints, Purleigh, Maldon, CM3
13. Plume Library, Including Tower of Former Church of St Peter, Maldon, Maldon, CM9
14. Redundant Church of St Mary, Mundon, Maldon, CM9
15. St Giles Hospital, Remains, Maldon, Maldon, CM9

## Rochford
1. Rochford Hall and Ruins, Rochford, Rochford, SS4

## Southend-on-Sea(Unitary Authority)
1. Church of St Laurence and All Saints, Southend-on-Sea, SS2
2. Church of St Mary, Southend-on-Sea, SS2
3. Porters (Civic House), Southend-on-Sea, SS1
4. Prittlewell Priory, Southend-on-Sea, SS2
5. Southchurch Hall, Southend-on-Sea, SS1

## Tendring
1. Church of All Saints, Brightlingsea, Tendring, CO7
2. Church of St Anne and St Lawrence, Elmstead, Tendring, CO7
3. Church of St George, Great Bromley, Tendring, CO7
4. Church of St John the Baptist, Tendring, CO15
5. Church of St Mary, Great Bentley, Tendring, CO7
6. Church of St Mary, Lawford, Tendring, CO11
7. Church of St Mary, Little Bentley, Tendring, CO7
8. Church of St Peter and St Paul, St. Osyth, Tendring, CO16
9. Guildhall, Harwich, Tendring, CO12
10. Jacobes Hall, Brightlingsea, Tendring, CO7
11. Lawford Hall, Lawford, Tendring, CO11
12. Mistley Towers, North West Tower, Mistley, Tendring, CO11
13. Mistley Towers, South East Tower, Mistley, Tendring, CO11
14. Parish Church of All Saints, Great Oakley, Tendring, CO12
15. Parish Church of St Michael, Ramsey and Parkeston, Tendring, CO12
16. St Clere’s Hall, St. Osyth, Tendring, CO16
17. St Osyth’s Priory ruined east ranges of the Darcy House including the Tower and Chapel, St. Osyth, Tendring, CO16
18. St Osyth’s Priory, Gatehouse and East and West flanking Ranges, St. Osyth, Tendring, CO16
19. St Osyth’s Priory: The Abbot’s Lodging and South Wing, the Darcy Clock Tower and C18 House (formerly listed as the Convalescent Home), St. Osyth, Tendring, CO16

## Thurrock(Unitary Authority)
1. Church of St Clement, Thurrock, RM20
2. Church of St Giles and All Saints, Thurrock, RM16
3. Church of St Katherine, Thurrock, RM18
4. Church of St Margaret of Antioch, Thurrock, SS17
5. Church of St Mary, Thurrock, RM16
6. Church of St Mary, Thurrock, SS17
7. Church of St Mary, Thurrock, RM14
8. Church of St Mary the Virgin, Thurrock, RM16
9. Church of St Michael, Thurrock, RM15
10. Church of St Michael, Thurrock, SS17
11. Church of St Nicholas, Thurrock, RM15
12. Church of St Peter and St Paul, Thurrock, SS17
13. Government Powder Magazine, Thurrock, RM19

## Uttlesford
1. 17, Market Hill, Saffron Walden, Uttlesford, CB10
2. 2, Stoney Lane, Thaxted, Uttlesford, CM6
3. 25 and 27, Church Street, Saffron Walden, Uttlesford, CB10
4. 3, Stoney Lane, Thaxted, Uttlesford, CM6
5. 4, Stoney Lane, Thaxted, Uttlesford, CM6
6. Audley End House, Saffron Walden, Uttlesford, CB11
7. Audley End Stables, Littlebury, Uttlesford, CB11
8. Barn to South West of Colville Hall, White Roothing, Uttlesford, CM6
9. Bridge over the River Cam at Tl 521 380, South West of Audley End House, Saffron Walden, Uttlesford, CB11
10. Church of All Saints, Ashdon, Uttlesford, CB10
11. Church of All Saints, Great Chesterford, Uttlesford, CB10
12. Church of All Saints, Quendon and Rickling, Uttlesford, CB11
13. Church of All Saints, Wimbish, Uttlesford, CB10
14. Church of St Botolph, Hadstock, Uttlesford, CB21
15. Church of St John the Baptist, Thaxted, Uttlesford, CM6
16. Church of St Katharine, Little Bardfield, Uttlesford, CM7
17. Church of St Mary and All Saints, Debden, Uttlesford, CB11
18. Church of St Mary and St Clement, Clavering, Uttlesford, CB11
19. Church of St Mary the Virgin, Chickney, Uttlesford, CM6
20. Church of St Mary the Virgin, Elsenham, Uttlesford, CM22
21. Church of St Mary the Virgin, Hatfield Broad Oak, Uttlesford, CM22
22. Church of St Mary the Virgin, Henham, Uttlesford, CM22
23. Church of St Mary the Virgin, Little Easton, Uttlesford, CM6
24. Church of St Mary the Virgin, Little Sampford, Uttlesford, CB10
25. Church of St Mary the Virgin, Newport, Uttlesford, CB11
26. Church of St Mary the Virgin, Saffron Walden, Uttlesford, CB10
27. Church of St Mary the Virgin, Stebbing, Uttlesford, CM6
28. Church of St Mary the Virgin, Strethall, Uttlesford, CB11
29. Church of St Mary the Virgin, Tilty, Uttlesford, CM6
30. Church of St Mary the Virgin, Wendens Ambo, Uttlesford, CB11
31. Church of St Mary the Virgin, Little Dunmow, Uttlesford, CM6
32. Church of St Michael, Great Sampford, Uttlesford, CB10
33. Church of St Nicholas, Berden, Uttlesford, CM23
34. Church of the Holy Cross, Felsted, Uttlesford, CM6
35. Church of the Holy Trinity, Chrishall, Uttlesford, SG8
36. Church of the Holy Trinity, Littlebury, Uttlesford, CB11
37. Church of the Holy Trinity, Takeley, Uttlesford, CM22
38. Clarence House, Thaxted, Uttlesford, CM6
39. Garden Wall to Clarence House Fronting Bell Lane and Margaret Street, Thaxted, Uttlesford, CM6
40. Gatehouse Farmhouse, Felsted, Uttlesford, CM6
41. Guildhall, Thaxted, Uttlesford, CM6
42. Horham Hall, Thaxted, Uttlesford, CM6
43. Horham Hall, Thaxted, Uttlesford, CM6
44. Leez Priory Garden Wall, Felsted, Uttlesford, CM3
45. Nos. 29 and 31, Church Street, Saffron Walden, Uttlesford, CB10
46. Old School Room and Lych Gate and Building to West, Felsted, Uttlesford, CM6
47. Parish Church of St Margaret, Margaret Roding, Uttlesford, CM6
48. Parish Church of St Mary, Great Canfield, Uttlesford, CM6
49. Parish Church of St Mary, High Easter, Uttlesford, CM1
50. Parish Church of St Mary the Virgin, Great Dunmow, Uttlesford, CM6
51. Porters Farmhouse, High Roothing, Uttlesford, CM6
52. Prior’s Hall, Widdington, Uttlesford, CB11
53. Prior’s Hall Barn, Widdington, Uttlesford, CB11
54. Quendon Hall, Quendon and Rickling, Uttlesford, CB11
55. Saint Mark’s College, Saffron Walden, Uttlesford, CB11
56. St Aylotts, Sewards End, Uttlesford, CB10
57. Stable to West of Colville Hall, White Roothing, Uttlesford, CM6
58. Tea House and Bridge at Tl 522 385, North West of Audley End House, Saffron Walden, Uttlesford, CB11
59. The Clock House, Great Dunmow, Uttlesford, CM6
60. The Inner Gatehouse at Leez Priory, Felsted, Uttlesford, CM3
61. The Manor, Little Chesterford, Uttlesford, CB10
62. Tiptofts, Wimbish, Uttlesford, CB10
63. Walden Castle, Saffron Walden, Uttlesford, CB10
64. Warish Hall and Moat Bridge, Takeley, Uttlesford, CM22
65. Youth Hostel, Saffron Walden, Uttlesford, CB10